# Luka Šulić
Luka Šulić, slovenski violončelist, * 25. avgust 1987, Maribor.
Šulić se je rodil v Mariboru, kjer je obiskoval Srednjo glasbeno in baletno šolo, nato pa Umetniško gimnazijo. Njegov oče Božo je violončelist, mnogi družinski člani pa se prav tako ukvarjajo z glasbo.
Luka Šulić je svojo glasbeno izobraževanje začel v Mariboru v razredu profesorja Vladimirja Kovačiča, nato pa je obiskoval glasbeno akademijo v Zagrebu v razredu profesorja Valterja Dešpalja. Študij je nadaljeval na Dunaju v razredu Reinharda Latzka. Trenutno je njegov mentor Mats Lidstrom na Kraljevi glasbeni akademiji v Londonu.
Leta 2004 je bil Šulić nagrajenec 5. Mednarodnega tekmovanja mladih glasbenikov Čajkovski, leta 1999 in 2003 je prejel prvi nagradi na tekmovanju Alpe-Adria v Gorici, leta 2000 in 2003 pa na državnem tekovanju v Ljubljani. Pogosto nastopa doma in v tujini. Osvojil je tudi prvo nagrado na violončelističnem tekmovanju »Witold Lutoslawski« leta 2009.
Januarja 2011 je Šulić s svojim prijateljem in stanovskim kolegom Stjepanom Hauserjem izvedel skladbo Smooth Criminal Michaela Jacksona, ki je prirejena samo za izvedbo na dveh violončelih. V nekaj pičlih dneh je video postal YouTubova senzacija.
Pod imenom 2Cellos sta Šulić in Hauser posnela album za založbo Sony Music Entertainment, ki je bil izdan julija 2011.
25. aprila 2011 sta Šulić in Hauser v živo nastopila na Ellen DeGeneres Show, kjer sta izvedla Smooth Criminal. V sklopu svoje koncertne turneje ju je angažiral tudi sloviti pevec Elton John.